# Parque Josaphat

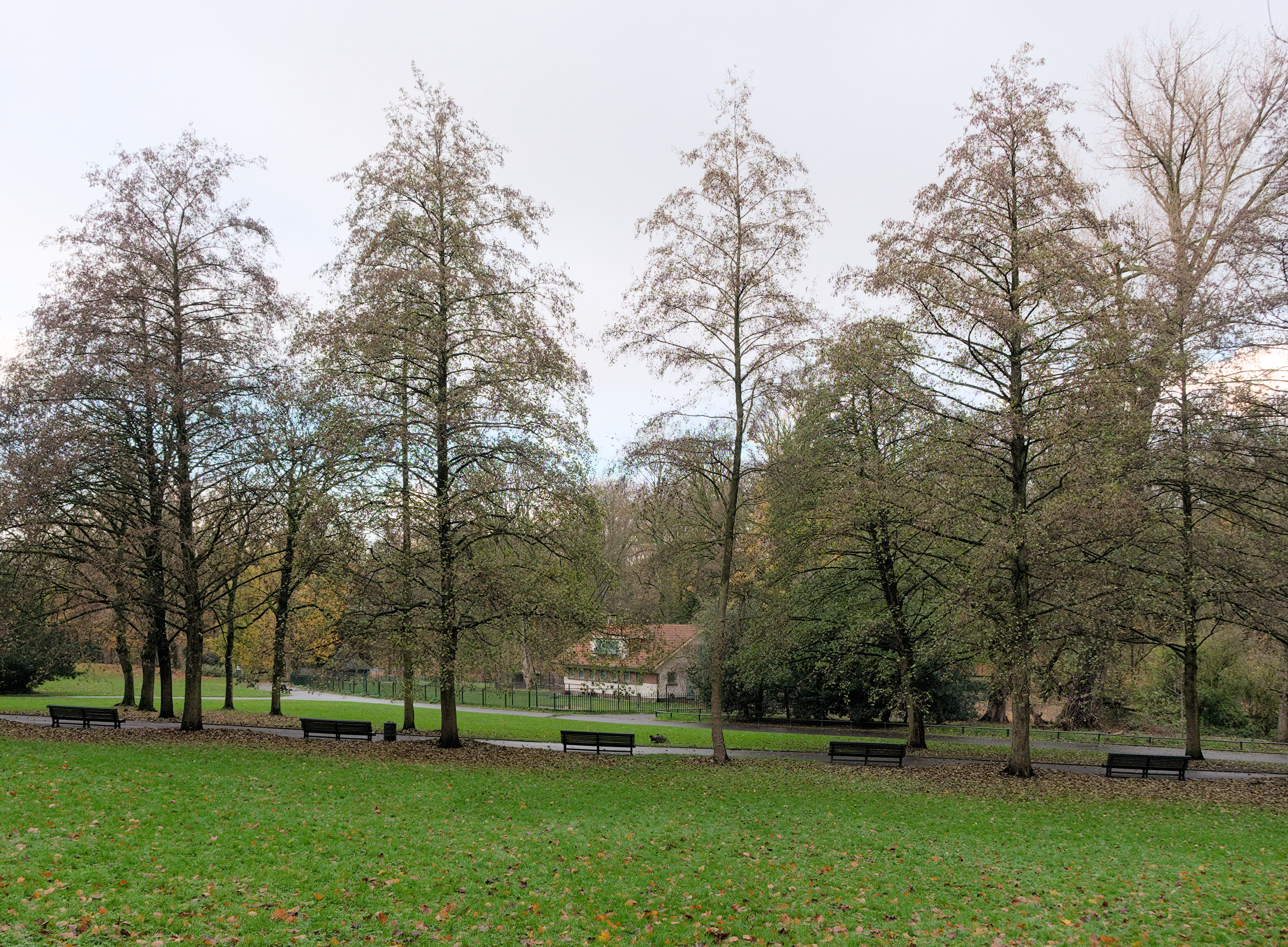
Parque Josaphat

O Parque Josaphat é uma área protegida urbana da Bélgica. Situado na cidade de Bruxelas, é o maior parque urbano do município de Schaerbeek. Possui uma área de 20 hectares.